# Operation Zucker
Operation Zucker ist ein deutscher Fernsehfilm des Regisseurs Rainer Kaufmann aus
dem Jahr 2012. Der Thriller, der von den Kritikern sehr wohlwollend aufgenommen wurde, befasst sich mit sexuellem Kindesmissbrauch in Verbindung mit Kinderhandel und Kinderprostitution.

## Handlung
Fee, ein zehnjähriges Mädchen, wird aus ihrem Heimatdorf in Rumänien nach Deutschland gebracht, angeblich, um dort eine gute Schulausbildung zu bekommen. Stattdessen wird sie aber an einen Berliner Kinderhändler verkauft und landet so schließlich in einem als Single-Club getarnten Kinderbordell. Die Polizisten Wegemann und Hansen beobachten den „Club“ schon eine Weile und sehen u. a. einen bekannten Politiker dort auftauchen. Wegemann wendet sich an die zuständige Staatsanwältin Dorothee Lessing, die dem Fall jedoch anfangs kaum Beachtung schenkt und außerdem völlig überarbeitet ist.
Die Polizistin hält die Information zurück, dass auch ein langjähriger guter Freund der Staatsanwältin, der Richter Hans Neidhard, in den Fall verwickelt zu sein scheint, ohne zu wissen, dass Lessing ausgerechnet diesen Richter um einen Durchsuchungsbeschluss ersucht hat, und führt mit Kollegen eine Razzia im „Club“ durch. Die Hintermänner haben aber offenbar von dem Vorhaben gewusst und so die Kinder fortschaffen können, bevor die Polizei eintraf. Nur die kleine Fee konnte sich verstecken, ist aber völlig verstört. Als die Staatsanwältin nach der missglückten Razzia im „Club“ von dem Verdacht gegen Neidhart erfährt, fällt es ihr zutiefst schwer zu glauben, dass der Mann, dessen Freundschaft ihr immer viel bedeutet hat, in die Angelegenheit verstrickt sei. Sie nimmt es Wegemann persönlich übel, diese Information zurückgehalten zu haben, begreift aber gleichzeitig den Ernst der Lage. Schockiert über das Doppelleben ihres Freundes, aber auch über die Situation der Kinder, unterstützt sie die junge Polizistin nun mit all ihrer Kraft.
Durch die Hilfe eines Informanten werden die Polizisten auf eine Wohnung aufmerksam, in der sich die Kinder aufhalten sollen. Die Wohnung wird gestürmt und einige Kinder, darunter Bran, der zusammen mit Fee aus Rumänien nach Deutschland gebracht worden war, können erst einmal in Sicherheit gebracht werden. Als Bran den oben erwähnten Politiker Kurt Wagner wiedererkennt, der Oberstaatsanwalt ihm aber keinen Glauben schenkt, flüchtet der Junge und ersticht Wagner einige Zeit später in dessen Haus. Bran, der zu Hansen gegangen war, um etwas über Fees Verbleib zu erfahren, kann das Mädchen nicht überreden, mit ihm zu gehen, und landet letztlich auf dem Straßenstrich.
Fee wird in einem Ferienhaus der Staatsanwältin untergebracht und dort von Wegemann beschützt, während Hansen und Lessing – wiederum durch die Hilfe des Informanten – auf eine Villa aufmerksam werden, in der die Kinder zu sexuellen Handlungen gezwungen werden sollen. Kurz vor dem geplanten Zugriff erhält das SEK den Befehl nicht zuzugreifen, worauf Hansen und Lessing sich entschließen, die Villa auf eigene Faust zu stürmen. Hansen ruft Verstärkung und gibt Lessing eine Pistole. Die beiden dringen in das Haus ein und finden mehrere Männer und bereits halbnackte Kinder vor. Sie bringen die Kinder in Sicherheit und wollen die Männer festnehmen, als Lessing Richter Neidhart erkennt. Sie richtet die Waffe auf ihn, er kann sie ihr aber entwenden und bedroht nun sie damit. In diesem Augenblick trifft die Verstärkung ein und der Richter erkennt die Ausweglosigkeit seiner Lage. Er versucht sich mit der Waffe umzubringen, sie ist jedoch nicht geladen. Der Richter und die anderen Männer werden von der Polizei in Gewahrsam genommen.
In der geschnittenen Fassung endet der Film damit, dass die Männer verhaftet werden, Fee im Sommerhaus bei der Polizistin (mit der sie sich inzwischen angefreundet hat) in Sicherheit ist und Bran auf den Straßenstrich geht. Die Originalfassung endet damit, dass der „Käufer“ des Mädchens sie im Sommerhaus ausfindig machen und erneut in seine Gewalt bringen kann.

## Hintergrund
Operation Zucker wurde am 6. Juli 2012 beim Filmfest München uraufgeführt und erstmals am 16. Januar 2013 im Fernsehsender Das Erste ausgestrahlt. Aufgrund einer geplanten DVD-Veröffentlichung prüfte die Freiwillige Selbstkontrolle der Filmwirtschaft den Film und gab ihn ab 16 Jahren frei. Dies hätte seine Ausstrahlung vor 22 Uhr ausgeschlossen. Um ihn dennoch am 16. Januar zur Hauptsendezeit um 20.15 Uhr zeigen zu können, ließ die ARD eine gekürzte Fassung herstellen, die von der FSK ab 12 Jahren freigegeben wurde. Am 17. Januar um 00.20 Uhr lief die ungekürzte Version.

## Rezeption
Der Film wurde bereits im Vorfeld ausgiebig in den Medien besprochen. Einerseits wurde über die Idee debattiert, eine geschnittene und eine ungeschnittene Fassung zu zeigen, andererseits wurde die Bedeutung des Themas vielfach in den Vordergrund gestellt und der Sender dafür gelobt, das schwierige und zugleich wichtige Thema in Angriff genommen zu haben.

### Einschaltquoten
Die Erstausstrahlung von Operation Zucker am 16. Januar 2013 wurde in Deutschland insgesamt von 6,27 Millionen Zuschauern gesehen und erreichte einen Marktanteil von 18,3 % für Das Erste.

### Kritiken
„Doch auch ohne diese drastische Schlussszene ist 'Operation Zucker' in seiner konsequenten Erzählhaltung eine seltsam deprimierende Wohltat.“

„Operation Zucker ist ein hartes Stück Primetime-Fernsehen, selten hat sich ein 20-Uhr-15-Film einer gefühligen Genrelösung so konsequent verweigert. Und auch die Schnittfassung nimmt dem Film nicht seine Wucht. […] Wenn die ARD jetzt alles richtig machen will, dann sitzen ihre besten Kräfte längst am nächsten Film.“

„Engagiertes (Fernseh-)Drama, das kriminalistische Spannung mit einer erschütternden und brisanten sozialen Realität verbindet.“

„Die ARD-Produktion ist beinah mustergültig. Und die Bildsprache überzeugend. […] 'Operation Zucker' ist auch deswegen ein guter Film, weil Nadja Uhl in der Rolle der engagierten Kriminalbeamtin genauso glänzt wie Senta Berger als zunächst abweisende, dann wagemutige Staatsanwältin. […] Paraschiva Dragus (ihre Leistung ist ebenso beeindruckend wie die von Adrian Ernst, […]) […]. […] die Originalfassung sendete das Erste um 0.20 Uhr. Eine Entscheidung, die sich kaum nachvollziehen lässt – das gesamte Thema ist nun mal deprimierend und potenziell überfordernd, nicht nur für Teenager.“

### Stellungnahme von Doña Carmen e. V.
Doña Carmen e. V., eine Organisation für die sozialen und politischen Rechte von Prostituierten, wandte sich aus Anlass der Ausstrahlung des Spielfilms Operation Zucker gegen die „zunehmend konservative politische Instrumentalisierung der deutschen Unterhaltungsbranche“. Operation Zucker sei ein Film, mit dem „das Mitgefühl vieler Fernsehzuschauer aufgewühlt, ausgenutzt und zugleich Quote gemacht werden“ solle. Tatsächlich aber dienten dieser und andere Filme der ARD dem Ziel, erweiterte Polizei-Rechte sowie eine verschärfte Gesetzgebung gegen Prostitution und Migration salonfähig zu machen.

## Auszeichnungen
- Bayerischer Fernsehpreis 2013 an Nadja Uhl als beste Schauspielerin in der Kategorie Fernsehfilme für ihre Rollen in Operation Zucker und Der Turm
- Rockie Award beim Banff World Media Festival 2013 in der Kategorie Fernsehfilm[11]
- Deutscher Kamerapreis 2013 für Morten Søborg in der Kategorie Fernsehfilm/Dokudrama[12]
- Deutscher Fernsehpreis 2013 in der Kategorie Bester Fernsehfilm
- Günter Rohrbach Filmpreis 2013 an Nadja Uhl und Senta Berger als beste Schauspielerinnen für ihre Rollen in Operation Zucker
- Goldene Kamera 2014 an Nadja Uhl in der Kategorie „Beste deutsche Schauspielerin“ für ihre Rolle in Operation Zucker

## Fortsetzung
Der Fernsehfilm wurde 2016 mit Operation Zucker: Jagdgesellschaft fortgesetzt. Nadja Uhl kehrte für die Fortsetzung vor die Kamera zurück, während für das Drehbuch dieses Mal Friedrich Ani und Ina Jung verantwortlich zeichneten. Regie führte Sherry Hormann. Die Fortsetzung wurde am 20. Januar 2016 im Ersten ausgestrahlt.
Die Fortsetzung wurde 2016 mit der Romy in den Kategorien Bester TV-Film und Bestes Buch TV-Film ausgezeichnet.